# Pont des Fleurs
Le Pont des Fleurs (valencien : Pont de les Flors) est l'un des nombreux ponts de Valence
Ce pont tient son origine dans la nécessité de créer un nouveau ponton pour remplacer provisoirement le pont voisin de l'Exposition, qui a été remplacé par un nouveau, en même temps que la station de métro était en construction sur le lit de la rivière Turia. Pour cette raison et pendant la construction du nouveau pont d'exposition, celui-ci, qui porte le nom de Pont des fleurs, est né, car il a toujours des fleurs dans sa structure. L'idée est née comme un hommage à la ville dont l'hymne à Valence dit: "Valence est le pays des fleurs".
Le pont a été inauguré en décembre 2002 par le maire de Valence et relie la Plaza de America à La Alameda.
À l'embouchure du pont de la Plaza de America, une structure cylindrique en brique correspond à une prise d'eau, aujourd'hui en désuétude, et servait principalement à remplir les réservoirs des camions qui étaient chargés de laver les rues. Cette structure est beaucoup plus ancienne que le pont et ne lui est donc pas liée.